# Tóth Tamás (színművész, 1936–2022)
Tóth Tamás (Kolozsvár, 1936. február 26. – Budapest, 2022. február 6.) romániai magyar színész, színházigazgató.

## Életpályája
Kolozsváron született, 1936. február 26-án. A marosvásárhelyi Szentgyörgyi István Színművészeti Intézetben végzett 1958-ban. 

„Tizenhaton kezdtük, négyen végeztünk, Balogh Éva, László Károly, Szamosközy László és én. Harmad-negyedéven Kőmíves Nagy Lajos és Gergely Géza voltak a tanáraim. Ők szerettették meg, értették meg velem ezt a pályát, a színházat. Aztán idekerültem Vásárhelyre ’58-ban, és Delly Ferenc továbbra nagy figyelemmel kísért, megbeszéltük közösen a dolgokat. Tőle tanultam egy nagyon érdekes dolgot. Lehetőleg mindig, egy új mozdulattal, hanghordozással, öltözékkel, de valamiben különbözzön egyik figura a másiktól. Rájöttem, hogy a karakterszerepeket szeretem, tulajdonképpen ezek az én kedvenceim. Izgalmas feladatok is voltak.”

A Marosvásárhelyi Nemzeti Színházhoz szerződött. Rövid időn belül a társulat egyik vezető színésze lett, 1969-től két évig a színház igazgatója is volt. Kiváló jellemábrázoló színész volt.

## Fontosabb színházi szerepei
- William Shakespeare: Othello... Jago
- William Shakespeare: Lear király... Kent gróf
- Friedrich Schiller: Don Carlos... Domingo
- Carlo Goldoni: A fogadósné... Albafiorita, gróf
- Edmond Rostand: Cyrano de Bergerac... Le Bret
- Lev Nyikolajevics Tolsztoj: A sötétség hatalma... Pjotr
- Anton Pavlovics Csehov: Három nővér... Versinyin
- Anton Pavlovics Csehov: Platonov... Bugrov
- Makszim Gorkij: Éjjeli menedékhely... Klescs, lakatos
- Nyikolaj Vasziljevics Gogol: A revizor... Artyemij Filippovics Zemljanyika, közjótékonysági intézmények főgondnoka
- Henrik Ibsen: A tenger asszonya... Arnholm, főgimnáziumi tanár
- George Bernard Shaw: Warrenné mestersége...  Crofts
- Friedrich Dürrenmatt: Az öreg hölgy látogatása... Főkomornyik
- Friedrich Dürrenmatt: A fizikusok... Uwe  Sievers, főápoló
- Bertolt Brecht – Kurt Weill: Koldusopera... Jonathan Peacock
- Bertolt Brecht: Állítsátok meg Arturo Uit!... Dogsborough, kocsmáros, a városi képviselő testület tagja
- Tennessee Williams: A vágy villamosa... Steve
- Edward Albee: Mindent a kertbe... Gilbert
- Ion Luca Caragiale: Farsang... Alrendőrbiztos
- Ion Luca Caragiale: Elveszett levél... Pristanda
- Ion Luca Caragiale: Zűrzavaros éjszaka... Szőrösszívű Dumitrache Titircă, fakereskedő, a polgárőrség kapitánya
- Reginald Rose: Tizenkét dühös ember... 10-es esküdt
- Horia Lovinescu: Petru Rareş... Petru Rareş
- Horia Lovinescu: A láz... Fríncu
- Romulus Guga: Egy öngyilkos világa... Tábornok
- Aurel Baranga: Jelmezben... Boiangiu, könyvelő
- Dumitru Solomon: Diogenész, a kutya... Xeniadész
- Katona József: Bánk bán... Petur
- Madách Imre: Az ember tragédiája... több szerep
- Madách Imre: Mózes... Fáraó
- Szigligeti Ede – Móricz Zsigmond: A csikós... Szárnyay, földbirtokos; Főbíró
- Móricz Zsigmond: Légy jó mindhalálig... Igazgató; Bagoly
- Móricz Zsigmond: Úri muri... Zsellyei Balogh Ábel, az ezredes
- Szép Ernő: Patika... Patikus
- Heltai Jenő: A Tündérlaki lányok... A báró
- Tersánszky Józsi Jenő: Kakuk Marci... Méltóságos
- Örkény István: Tóték... A lajt tulajdonosa
- Németh László: A két Bólyai... Bólyai Antal
- Gyurkó László: Szerelmem, Elektra... Aigiszthosz
- Nagy István: Özönvíz előtt... Bojan
- Tamási Áron: Énekes madár... Préda Máté
- Sütő András: Csillag a máglyán... Perrin
- Sütő András: Pompás Gedeon... Vizeslepedős
- Sütő András: Tékozló szerelem... Madaras Károly
- Sütő András: Az ugató madár... Pé Venczel, Marosszék főbírója
- Székely János: Vak Béla király... Achilles
- Sík Sándor: István király... Öreg regős
- Ödön von Horváth: Kasimir és Karoline... Schürzinger

## Filmek, tv
- Jelenidő (1972)
- Forró vizet a kopaszra! (1972)
- Buzduganul cu trei peceti (1977)